# Municipio de Podgorica
El Municipio de Podgorica (pronunciado [Podgóritsa], serbio: Општина Подгорица) es uno de los veintitrés municipios en los que se encuentra dividida la República de Montenegro. Su capital y ciudad más importante del país es la ciudad de Podgorica.

## Geografía
El municipio se encuentra localizado en el sureste de Montenegro y tiene los siguientes límites: Al norte Municipio de Kolašin y Municipio de Andrijevica, al sur Municipio de Cetiña y Lago Skadar, al este Albania y al oeste Municipio de Cetiña, Municipio de Danilovgrad y Municipio de Kolašin.

## Demografía
La población total del municipio es de 185.937 habitantes según el censo realizado en el año 2011, de estos 151 312 habitan en Podgorica que además de ser la capital nacional es también la ciudad más poblada. Otras ciudades importantes dentro del municipio son Tuzi que cuenta con 4719 residentes y Golubovci que aglutina a 2890 habitantes. Es con diferencia el municipio más poblado del país.